# Cefalo e Procri
Cefalo e Procri (Kefalos och Prokris) är en kammaropera i tre scener och en prolog med musik av Ernst Krenek, påbörjad 1933 och fullbordad den 3 augusti 1934. Det italienska librettot, som skrevs av Rinaldo Küfferle (1903–1955, idag ihågkommen för sina många sångöversättningar från ryska och tyska till italienska), beställdes av musikförlaget Universal Edition till den tredje Venedigbiennalen. Det halvtimmes långa stycket sattes upp på nytt på La Fenice i Venedig i oktober 2017, som en del av en dubbelföreställning dirigerad av Tito Ceccherini.

## Historia
Festivalen tillkom vid en tidpunkt av starka spänningar mellan Italien och Tyskland med anledning av mordet på Österrikes förbundskansler Engelbert Dollfuß, som var uppbackad av Italiens diktator Benito Mussolini. Mussolini hade personligen engagerat sig i festivalen och var inställd på att inbjuda en österrikisk tonsättare. Kompositören Alfredo Casella (förmodligen ovetande om Kreneks opera Der Diktator) var ansvarig för att delegera uppdraget till Krenek.   
Operan hade premiär den 15 september 1934 efter att den ursprunglige dirigenten, förvirrad av partiturets tolvtonsmusik, ersattes av Hermann Scherchen. Ett från början medföljande stycke av Arthur Honegger förverkligades aldrig, och operan samsades med Vittorio Rietis Teresa nel bosco och Antonio Verettis Una favola di Andersen. Krenek hade skrivit till Küfferle och föreslagit något från  Ovidius Metamorfoser, men han verkar ha blivit överraskad av Küfferles ämnesval; kanske var karaktären Prokris (som förklädd uppvaktades av sin make Kefalos) inspirerad av en uppsättning av Così fan tutte på festivalen, vilken också var säte för den italienska premiären av Richard Strauss opera Die Frau ohne Schatten. Krenek kallade sitt verk för en fabel, istället för "favola in musica" använde han titeln "Moralità pseudo-classica" för att hedra den italienska barockoperan, och den tonsattes som en serie av arior och recitativ.  Publikens mottagande var ljummet och kritiken blev blandad: de största ovationerna tillkom Küfferle, iklädd en fascistuniform.

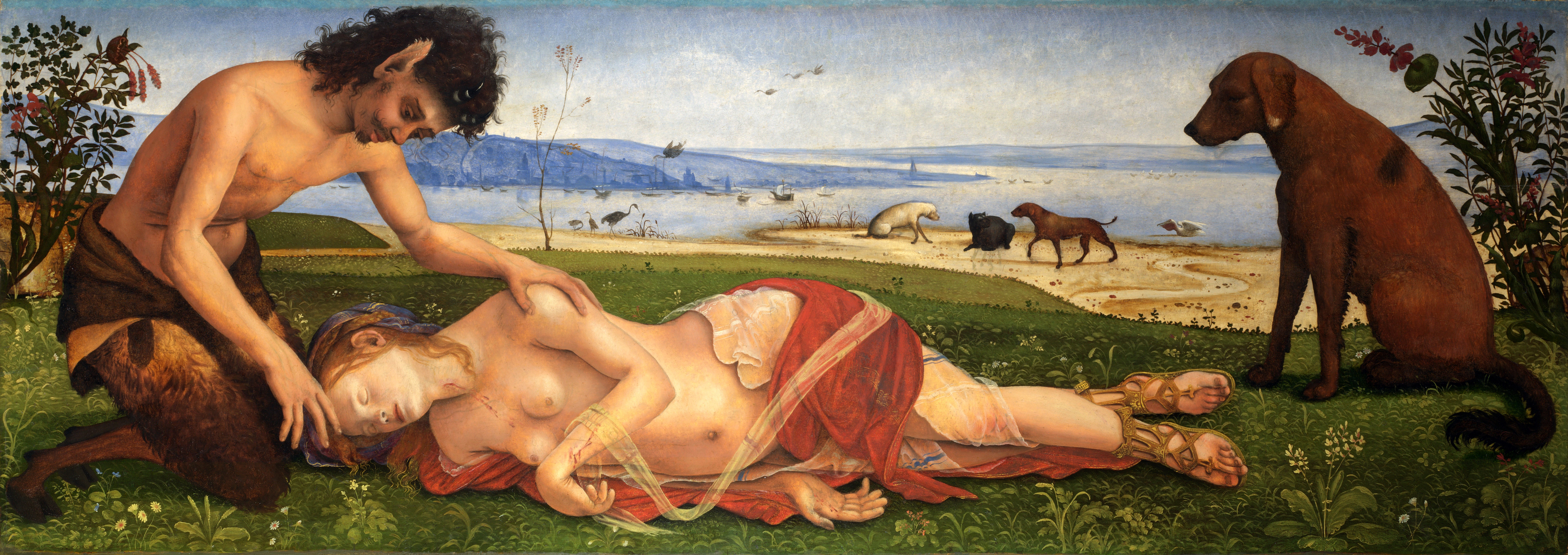
Prokris död av Piero di Cosimo (c. 1486–1510)

## Personer
| Roller | Stämma    | Premiärbesättning den 15 september 1934 (Dirigent: Hermann Scherchen) |
| ------ | --------- | --------------------------------------------------------------------- |
| Cefalo | tenor     | Giovanni Voyer                                                        |
| Procri | sopran    | Sara Scuderi                                                          |
| Diana  | kontraalt | Rhea Toniolo                                                          |
| Aurora | sopran    | Ines Alfani-Tellini                                                   |
| Crono  | baryton   | Apollo Granforte                                                      |